# 勾陳增五
小熊座λ（Lambda Ursae Minoris）是一颗6.31等恒星。是一颗M型的红巨星，它是一颗半规则变星，距离地球888光年。其他名称有星表7394、HD星表183030、波恩星表+88 112、FK5 914、依巴谷卫星84535、史密松星表3020.